# キルステン・ボルム
キルステン・ボルム（Kirsten Bolm、1975年3月4日 - ）は、100メートルハードルを専門とするドイツの陸上競技選手。ノルトライン＝ヴェストファーレン州ケルン生まれ、ニーダーザクセン州シェーセル出身。
自己ベストは2005年7月にクリスタルパレスナショナルスポーツセンターで開かれたロンドングランプリでマークした12秒59。
2009年にルプレヒト・カール大学ハイデルベルクで心理学を専攻し、卒業した。ハノーファー大学、ブリガムヤング大学にも在籍経験がある。

## 主な成績
| 年         | 大会                           | 場所                          | 結果       | 種目       |
| ドイツ代表 | ドイツ代表                     | ドイツ代表                    | ドイツ代表 | ドイツ代表 |
| ---------- | ------------------------------ | ----------------------------- | ---------- | ---------- |
| 1992       | 世界ジュニア選手権             | 韓国 ソウル                   | 5位        | 100mH      |
| 1994       | 世界ジュニア選手権             | ポルトガル リスボン           | 1位        | 100mH      |
| 1999       | ユニバーシアード               | スペイン パルマ・デ・マヨルカ | 3位        | 100mH      |
| 2002       | ヨーロッパ室内選手権           | オーストリア ウィーン         | 2位        | 60mH       |
| 2005       | ヨーロッパ室内選手権           | スペイン マドリード           | 3位        | 60mH       |
| 2005       | 世界選手権                     | フィンランド ヘルシンキ       | 4位        | 100mH      |
| 2005       | ワールドアスレチックファイナル | モナコ モンテカルロ           | 8位        | 100mH      |
| 2006       | 世界室内選手権                 | ロシア モスクワ               | 5位        | 60mH       |
| 2006       | ヨーロッパ選手権               | スウェーデン イェーテボリ     | 2位        | 100mH      |
| 2006       | ワールドアスレチックファイナル | ドイツ シュトゥットガルト     | 8位        | 100mH      |
| 2007       | ヨーロッパ室内選手権           | イギリス バーミンガム         | 3位        | 60mH       |